# Kłokocznik
Kłokocznik (512 m) lub Kokocznik – szczyt w północnej części Beskidu Małego.
Na mapie Compassu szczyt ma nazwę Kokocznik, taką nazwę podaje także przewodnik „Beskid Mały” i topograficzna mapa Geoportalu, jednak w państwowym rejestrze nazw geograficznych jest to Kłokocznik.
Znajduje się w niskim Paśmie Bliźniaków ciągnącym się od doliny Wieprzówki w Andrychowie po dolinę Skawy na wschodzie. Jego wschodnie stoki opadają do doliny Choczenki, południowe do doliny Wodowskiego Potoku (Zbójecka Dolina), zaś północne – Pilnego Potoku (obydwa są dopływami Choczenki). Wschodnimi stokami, wzdłuż Choczenki biegnie lokalna droga łącząca Chocznię z Kaczyną.
Kłokocznik jest całkowicie porośnięty lasem bukowym lub bukowo-grabowym. Stoki północne i południowe stoki są dość strome. Przez szczyt i grzbietem Kokocznika prowadzi szlak turystyczny, widoki z niego są ograniczone. Jego stoki znajdują się w granicach wsi Zagórnik, Chocznia i Kaczyna w woj. małopolskim, w pow. wadowickim.
Szlaki turystyczne
 Inwałd – Wapiennica – Panienka – Kłokocznik – Bliźniaki – Przełęcz Czesława Panczakiewicza – Łysa Góra – Iłowiec – Gorzeń.